# Xenoplectus armatus
Genre
Espèce
Xenoplectus armatus, unique représentant du genre Xenoplectus, est une espèce d'araignées aranéomorphes de la famille des Liocranidae.

## Distribution
Cette espèce est endémique d'Argentine.

## Description
Le mâle holotype mesure 2,76 mm et la femelle paratype 3,37 mm.

## Systématique et taxinomie
Ce genre a été déplacé des Gnaphosidae aux Liocranidae par Azevedo, Griswold et Santos en 2018.

## Publication originale
- Schiapelli & Gerschman, 1958 : Arañas argentinas III. Arañas de Misiones. Revista del Museo Argentino de Ciencias Naturales Bernardino Rivadavia, vol. 3, p. 187-231.